# Allocosa delesserti
Allocosa delesserti là một loài nhện trong họ wolfspinnen (Lycosidae).
Loài này thuộc chi Allocosa. Allocosa delesserti được Lodovico di Caporiacco miêu tả năm 1941.